# Argyrophylax fumipennis
Argyrophylax fumipennis là một loài ruồi trong họ Tachinidae.